# فرودگاه بین‌المللی اکستر
فرودگاه بین‌المللی اکستر (به انگلیسی: Exeter International Airport) یک فرودگاه همگانی مسافربری با کد یاتا EXT است که یک باند فرود آسفالت دارد و طول باند آن ۲۰۸۳ متر است. این فرودگاه در شهر اکستر کشور انگلستان قرار دارد و در ارتفاع ۳۱ متری از سطح دریا واقع شده است.